# Hastula strigilata
Hastula strigilata é uma espécie de gastrópode do gênero Hastula, pertencente a família Terebridae.

## Descrição
O comprimento da concha varia entre 18 mm a 56 mm.

## Distribuição
Esta espécie ocorre no Mar Vermelho, o Mar Arábico, no Oceano Índico, ao largo de Madagáscar, Chagos e da Bacia do Mascarenhas, no Pacífico na costa do Havaí e na Polinésia Francesa.